# Norwich (City, New York)
Norwich ist eine US-amerikanische Stadt (City) im Chenango County des Bundesstaats New York.
Das U.S. Census Bureau ermittelte bei der Volkszählung 2020 eine Einwohnerzahl von 7051.
Norwich ist der Verwaltungssitz (County Seat) des Chenango County.
Die Stadt wird komplett von der Town of Norwich umschlossen.

## Geschichte
Die erste Blockhütte wurde 1788 von Col. William Monroe gebaut, der während des Amerikanischen Unabhängigkeitskrieges als Trommler diente. Die Town of Norwich wurde 1793 aus den Städten Union (heute im Broome County) und Bainbridge gebildet. Danach verlor Norwich als „Mutterstadt“ des Countys bei der Gründung neuer Städte beträchtliche Gebiete. Im Jahr 1806 gab Norwich Territorium ab, um die Städte Pharsalia, Plymouth und Preston zu bilden. Im Jahr 1807 ging noch mehr von Norwich verloren, um Teile der Städte New Berlin und Columbus zu bilden. In den Jahren 1808 und 1820 tauschte Norwich Gebiete mit der Stadt Preston.
Ein Teil von Norwich löste sich 1816 von der Town of Norwich, indem sie sich als Dorf (Village) gründete und 1914 zur heutigen Stadt Norwich wurde.

## Demografie
Nach der Volkszählung von 2010 leben in Norwich 7190 Menschen. Die Bevölkerung teilt sich 2017 auf in 92,6 % nicht-hispanische Weiße, 1,7 % Afroamerikaner, 0,2 % amerikanische Ureinwohner, 0,6 % Asiaten, 0,3 % Ozeanier und 1,8 % mit zwei oder mehr Ethnizitäten. Hispanics oder Latinos machten 2,9 % der Bevölkerung aus. Das mittlere Haushaltseinkommen lag bei 41.992 US-Dollar und die Armutsquote bei 24,2 %.

## Söhne und Töchter
- Gail Borden (1801–1874), Unternehmer und Erfinder
- Leland G. Cagwin (1915–2004), Generalmajor der United States Army